# Candeias
Pour les articles homonymes, voir Candeias (homonymie).
Candeias est une ville du Brésil située dans l'État de Bahia.

## Maires
| Période | Période | Identité   | Étiquette | Qualité |
| ------- | ------- | ---------- | --------- | ------- |
| 2009    | 2012    | Maria Maia | PMDB      |         |